# سداسي فلوريد الزينون
سداسي فلوريد الزينون هو مركب كيميائي للغاز النبيل زينون، له الصيغة الكيميائية XeF6، ويكون على شكل صلب أبيض اللون.

## التحضير
يحضر سداسي فلوريد الزينون من التسخين طويل الأمد لمركب ثنائي فلوريد الزينون XeF2 عند الدرجة 300 °س وضغط مقداره 6 ميغاباسكال.
يمكن إجراء التفاعل بشروط معتدلة أكثر باستخدام حفاز من فلوريد النيكل الثنائي NiF2 عند درجة حرارة مقدارها 120 °س، بنسبة مولية بين الزينون إلى الفلور مقدارها 1:5.

## الخواص
يكون المركب على شكل صلب أبيض اللون في الشروط العادية من الحرارة والضغط، والذي يتفكك بالتماس مع الماء، حيث يتشكل ثلاثي أكسيد الزينون:
{\displaystyle \mathrm {XeF_{6}+H_{2}O\longrightarrow XeOF_{4}+2\ HF} }
{\displaystyle \mathrm {XeOF_{4}+H_{2}O\longrightarrow XeO_{2}F_{2}+2\ HF} }
{\displaystyle \mathrm {XeO_{2}F_{2}+H_{2}O\longrightarrow XeO_{3}+2\ HF} }
للمركب بنية جزيئية ثمانية السطوح كما تتنبأ نظرية فيسبر، والتي تم تأكيدها باستخدام تقنية حيود الإلكترونات.

## الاستخدامات
يستخدم سداسي فلوريد الزينون كعامل مفلور.